# Arduino
Arduino je fizičko-računarska platforma (razvojni sistem) otvorenog koda. Hardver se sastoji od jednostavnog otvorenog hardverskog dizajna Arduino ploče sa Atmel AVR procesorom i pratećim ulazno-izlaznim elementima, tačnije, na sebi poseduje mikrokontroler. Softver se sastoji od razvojnog okruženja koje čine standardni kompajler i bootloader koji se nalazi na samoj ploči.
Arduino hardver se programira koristeći programski jezik zasnovan na Wiring jeziku (sintaksa i biblioteke). U osnovi je sličan C++ programskom jeziku sa izvesnim pojednostavljenjima i izmenama. Integrisano razvojno okruženje je zasnovano na Processing-u.

## Platforma

### Hardver
Arduino ploču čine 8-bitni Atmel AVR mikrokontroler sa pripadajućim komponentama koje omogućavaju programiranje i povezivanje sa drugom elektronikom. Bitan aspekt Arduino projekta je standardizovan raspored konektora koji omogućava lako povezivanje sa dodatnim modulima, poznatijim kao štitovi. Ove dodatne module, štitove, proizvode razni proizvođači širom sveta. Zvanične Arduino ploče uglavnom koriste megaAvr seriju čipova, konkretno ATmega8, ATmega168, ATmega328, ATmega1280 i ATmega2560. Većina ploča poseduje 5V linearni naponski regulator i 16&nbsp;MHz kristalni oscilator (ili keramički rezonator u nekim verzijama). Arduino mikrokontroleri se isporučuju sa programiranim bootloader-om koji pojednostavljuje postupak prebacivanja prevedenog koda u fleš memoriju na čipu. Drugi mikrokontroleri obično zahtevaju zaseban programator.

### Softver
Arduino integrisano razvojno okruženje je aplikacija napisana u Java programskom jeziku. Kreirano je tako da uvede u programiranje učenike, studente i ostale početnike koji nisu upoznati sa načinom razvoja softvera. Sastoji se od uređivača koda sa mogućnostima kao što su označavanje koda, uparivanje zagrada, automatsko uvlačenje linija. Ovaj uređivač može da prevede kôd a zatim ga i prebaci u čip jednom komandom. U ovom slučaju nije potrebno podešavati parametre prevođenja koda ili pokretati programe iz komandne linije.
Arduino integrisano razvojno okruženje dolazi sa C/C++ bibliotekom zvanom "Wiring" koja čini uobičajene ulazno-izlazne operacije veoma jednostavnim. Arduino programi se pisu u C/C++ programskom jeziku, mada korisnici moraju da definišu samo dve funkcije kako bi napravili izvršni program. Te funkcije su:
- setup() - funkcija koja se izvršava jednom na početku i služi za početna podešavanja
- loop() - funkcija koja se izvršava u petlji sve vreme dok se ne isključi ploča

Tipičan prvi program jednostavno pali i gasi LED diodu. U Arduino okruženju, korisnik bi mogao da napiše ovakav program:
```
#define LED_PIN 13

void
 
setup
 

 
{

    
pinMode
 
(
LED_PIN
,
 
OUTPUT
);
     
// definiši pin 13 kao digitalni izlaz

}

void
 
loop
 

 
{

    
digitalWrite
 
(
LED_PIN
,
 
HIGH
);
  
// uključi LED

    
delay
 
(
1000
);
                  
// sačekaj jedan sekund (1000 milisekundi)

    
digitalWrite
 
(
LED_PIN
,
 
LOW
);
   
// isključi LED

    
delay
 
(
1000
);
                  
// sačekaj jedan sekund

}

```

Da bi ovaj kôd ispravno radio, anoda LED diode mora biti povezana na pin 13 a katoda LED diode na uzemljenje (u ovom slučaju negativni deo napajanja). Ovaj primer od strane standardnog C++ prevodioca ne bi bio viđen kao ispravan program, međutim kada korisnik izda komandu za prevođenje, ovom kodu se dodaje izvesno zaglavlje i jedna jednostavna  main()  funkcija čime on postaje ispravan.
Arduino razvojno okruženje koristi GNU toolchain i AVR Libc za prevođenje programa.

## Zvanični hardver
Originalni Arduino hardver proizvodi italijanska kompanija . Neke od Arduino ploča je dizajnirala američka kompanija SparkFun Electronics
Za sada postoji ukupno trinaest zvaničnih Arduino ploča koje se proizvode u komercijalne svrhe:
1. , programira se preko DE-9 serijskog konektora i koristi ATmega8 mikrokontroler
2. , sa  interfejsom za programiranje i koristi
3. , minijaturna Arduino verzija u SMD tehnologiji sa
4. , najmanja, USB Arduino verzija, koristi površinski montirani ATmega168 (ATmega328 u novijim verzijama)
5. , minimalistički dizajnirana, koristi se za "elektroniku koja se nosi", koristi površinski montiran
6. , sa  interfejsom za programiranje, koristi
7. , sa  interfejsom za programiranje, koristi
8. , sa  interfejsom za programiranje, koristi
9. , sa  interfejsom za programiranje, koristi ATmega168 u DIL28 kućištu
10. ("2009"), koristi ATmega168 (ATmega328 za novije verzije) a napaja se preko USB/DC napajanja uz automatsko prebacivanje
11. , koristi površinski montiran ATmega1280 za dodatne ulaze i izlaze, kao i dodatnu memoriju
12. , koristi isti ATmega328 kao i Duemilanove model, ali umesto FTDI čipseta za USB, Uno koristi ATmega8U2 programiran kao serijski konvertor
13. , koristi površinski montiran ATmega2560, proširujući raspoloživu memoriju na 256 .  Takođe sadrži i novi ATmega8U2 USB čipset

### Otvoreni hardver i otvoreni kod
referentni dizajn hardvera se distribuira pod  licencom i dostupan je na Arduino zvaničnom sajtu. Raspored komponenata kao i fajlovi neophodni za proizvodnju pojedinih verzija su takođe na raspolaganju. Izvorni kôd za integrisano razvojno okruženje i biblioteke su dostupne i distribuiraju se pod  licencom.

### Dodatni hardver
i  kompatibilne ploče koriste štitove, odnosno zasebne štampane ploče koje se montiraju na Arduino ploču i ostvaruju električni kontakt sa njom preko postojećih pinova-konektora. Ovi štitovi proširuju osnovne mogućnosti Arduino ploče i mogu da obavljaju razne funkcije, npr. kontrole motora, povezivanje senzora, bežične komunikacije itd.

## Upravljanje

### Programiranje
Programiranje u Arduinu je prilično jednostavno. Arduino programski kod sastoji se od 2 osnovna dela:
- setup()
- loop().

Pri tome, setup() predstavlja deo koda kojim se vrši podešavanje Arduino kontrolera (ulaza i izlaza, komunikacije sa računarom ili nekim drugim uređajem i slično). Dok je loop() deo koda koji Arduino stalno ponavlja.

### Modeli za upravljanje
Interfejs za upravljanje je mikrokontroler-ploča. Postoji više Arduino ploča: Uno, Due, Mega, Nano itd.
Na ulaze ovog kontrolera moguće je dovesti tastere, prekidače, gotove tastature, različite senzore (temperature, pritiska, protoka, IC senzore…), dok se izlazi mogu povezati na širok spektar izvršnih uređaja – LE diode, sijalice, zujalice, motore, ekrane za prikaz podataka…
Proizveden je veliki broj gotovih dodatnih štitova (shields) i modula, a osim gotovih moguće je napraviti i sopstvene.
Arduino UNO je najbolja hardverska verzija za početnike. To je mikrokontrolerska ploča koja se bazira na ATMEGA328 integrisanom kolu.
Ima 14 digitalnih I/O pinova, od kojih 6 mogu da se koriste kao tzv. “PWM” izlazi, 6 analognih ulaza, kristalni oscilator od 16 MHz, USB konektor, priključak za napajanje, ICSP konektor i taster za resetovanje.
Primeri modela za upravljanje preko Arduina:
- LED
- Motor
- Semafor
- Sedmostepeni displej itd.

### Primena
S obzirom na veoma jednostavnu upotrebu i male, bezbedne napone napajanja, Arduino može poslužiti kao odlično nastavno sredstvo na časovima informatike ili tehničkog i informatičkog obrazovanja u višim razredima osnovne škole.
Potrebno je izabrati i povezati određene komponente, priključiti uređaj preko USB-a na računar, u programskom okruženju podesiti osnovne podatke (tip ploče, naziv serijskog porta preko kojeg se vrši komunikacija) i krenuti sa pisanjem programskih linija.
Arduino može biti korišćen i na časovima informatike i programiranja u gimnazijama i srednjim stručnim školama.

## Spoljašnje veze
- Glavna stranica Arduino projekta (jezik: engleski)
  - Forum Arduino projekta (jezik: engleski)
  - Arduino Primeri (jezik: engleski)
  - Spisak distributera Arduino proizvoda (jezik: engleski)
- Lista Arduino štitova (jezik: engleski)
- Arduino podsetnik za programiranje (jezik: engleski)
- Spisak Arduino knjiga (jezik: engleski)
- Arduino tutorijali (jezik: engleski)
- Osnovni Arduino projekti i tutorijali sa kodom, delovi i slike (jezik: engleski)
- Kolekcija Arduino projekata iz elektronike (jezik: engleski)
- Arduino tutorijal pri Adafruit Industries (jezik: engleski)
- Spisak operativnih sistema u realnom vremenu (RTOS) za Arduino (jezik: engleski)
- Osnovni Arduino Duemilanove tutorijal (jezik: engleski)
- Grafičko razvojno okruženje za Arduino (jezik: engleski)
- Scada za Arduino (jezik: engleski)
- Blinkenlight eksperiment za Arduino (jezik: engleski)
- Radionice za Arduino